# 出羽の花義貴
出羽の花 義貴（でわのはな よしたか、1951年5月13日 - ）は、青森県北津軽郡中泊町（旧・同郡中里町）出身で出羽海部屋に所属した元大相撲力士。本名は野村 双一（のむら そういち）。現役当時の体格は185cm、125kg、最高位は、東関脇。得意手は右四つ、寄り、出し投げ、小股掬い。
引退後は年寄・出来山を名乗り、出羽海部屋付きの親方として後進を指導する傍ら、日本相撲協会では理事を1期務めた。

## 来歴・人物
青森県立五所川原農林高等学校を卒業後、日本大学に進学し、相撲部では学生横綱の栄位を獲得するなど活躍した。
日大出身ということで花籠部屋入りも噂されていたが、大学卒業直前に、元力士であった従兄（小山内清三、元前頭13・出羽ノ花好秀）の紹介で、出羽海部屋への入門を決意。入門に際し「昨年ツナ（学生横綱）を取ったとき、プロで力をためしてみたいと思った。学生相手なら左上手を取れば自信はあるが……。一生懸命やります」と語り、出羽海親方は「からだはいいし、真面目。花籠さんに笑われないよう責任も重い」と期待を寄せた。
1974年3月、鳴り物入りで幕下付出力士として、角界入りを果たした。初土俵の同期には拓殖大学相撲部出身の舛田山（自身と同じ、幕下付出での初土俵）、多賀竜、闘竜、大乃花などがいる。
真面目な性格と軽量が災いし、角界の水に慣れるまでに時間が掛かり、初土俵の場所で3勝4敗の負け越しを喫するなど、決して出世は順調とはいえなかった。1975年5月に新十両となるも1976年5月に幕下陥落。そこから一年、幕下上位で過ごし、1977年5月に帰り十両。その場所で11勝4敗の好成績で十両優勝を果たすと十両を三場所で通過。幕下付出からおよそ3年8ヵ月後の1977年11月場所にて、念願の新入幕を果たす。
1978年7月場所にて西前頭9枚目にて10勝5敗で初の敢闘賞。一年後の1979年7月場所にて西前頭11枚目にて再び10勝5敗で二回目の敢闘賞、翌9月場所も東前頭2枚目にて横綱若乃花を破り初金星をあげ8勝7敗で勝ち越し、翌11月場所で新小結昇進を果たすも、3勝12敗と大きく負け越し。上位の壁に苦しみながらじっくりと地力を付け、新旧交代が進み始めた1981年11月場所、東前頭6枚目で10勝5敗の成績を上げてから大きく躍進。
1982年1月場所では小結に昇進し2場所連続で10勝5敗の成績を上げ、以降三役に定着し、念願の新関脇となった3月場所では2横綱2大関を破り9勝6敗の成績を上げ殊勲賞、技能賞をダブル受賞した。翌5月場所では2場所続けて2横綱2大関を破り11勝4敗の好成績で技能賞を獲得。別人の様な活躍を見せ三賞、三役の常連となり、当時31歳にして大関昇進目前まで迫った。しかし、初の大関獲りだった次の7月場所は8勝7敗に終わり、翌9月場所は6勝9敗と負け越して関脇から平幕に陥落、結局念願の大関昇進は果たせなかった。
それでも長く幕内上位から三役で活躍を見せ、“鉄の爪”と呼ばれた怪力を利し、前褌を引いての寄り、出し投げなどを得意とする技巧派として巨砲と並んで“実力者”と呼ばれ上位を苦しめ、1983年3月場所では東前頭筆頭で11勝4敗の好成績を収め技能賞、翌5月場所では関脇に復帰し8勝7敗ながら敢闘賞を獲得、1984年の1月場所では西前頭6枚目まで下がるも二日目から8連勝するなど10勝5敗の好成績で再び敢闘賞を獲得するなど登り調子の新進気鋭の力士にとって「関所の番人」のように立ちはだかった。
特に貴ノ花、若嶋津、隆の里とは互角に戦い、貴ノ花と若嶋津には戦績で勝ち越すなど二子山部屋勢には強かった。また得意技である小股掬いの妙技は絶妙で、本人曰く貴ノ花を倒した一番が印象に残っているという。
以後も平幕上位と小結を頻繁に往復するベテラン実力者としてしばしば好成績を残し三賞を獲得するなど活躍。新国技館のこけら落としとなった1985年1月場所では、初日から9連勝し、11勝4敗の好成績を挙げ敢闘賞を受賞。晩年まで力は衰えず、引退4場所前の1987年7月場所には11勝4敗で、当時新鋭だった同成績の前乃臻を抑え36歳2ヵ月で10回目の三賞（敢闘賞）を受賞。翌9月場所には36歳4ヵ月での三役復帰（小結）を果たしたが、同場所は3勝12敗と大敗を喫した。現役最後の1988年1月場所は前頭7枚目で4勝11敗と大きく負け越し、十両陥落が決定的となったことを機に同場所の千秋楽終了後引退を表明した。

## 引退後
現役引退後は年寄・出来山を襲名し、出羽海部屋で後進の指導に専念。相撲協会の職務では勝負審判、監察委員などを歴任してから、2014年に理事に就任し、当選1期目ながら広報部長の要職に就いて執行部入りした。
2013年7月場所千秋楽では、一般客として愛知県体育館を訪れた元小結・露鵬に対し、関係者以外立入禁止とされている支度部屋への入室を許可してしまった。日本相撲協会から直接の処分はなかったものの、北の湖理事長が監察委員会全体に再発防止の注意喚起を行う事態となった。

2014年7月30日、豪栄道の大関昇進の伝達式では、協会理事として使者を務めた（同じ一門の審判委員である大鳴戸が同行）。
2016年の役員改選では理事候補選挙に立候補せず、任期満了で理事を退任。2016年5月場所中に停年となる65歳を迎えた。停年会見では「稽古、稽古で頑張った。その稽古場も、横綱になった三重ノ海さん、鷲羽山さん、大錦さん、佐田の海らがいて、いい稽古ができる環境だった。」と話し、理事初選出ながら広報部長として執行部入りした14年からの2年間を「一般社会とのつなぎ役として、経験できないことを経験できたこと。」として印象深いことに挙げた。再雇用された後の後進の指導については「しこ、すり足と基本をしっかり教えたい。精神面は素直な心、負けん気の強い子。欲を言えば言い訳をしない若い子を育てたい」と抱負を述べ、自身と同じ学生相撲出身力士には「上には上がある。もっと欲を出してほしい。」と注文した。停年退職後は5年間の再雇用制度を利用し参与として協会に残った。2018年3月の職務分掌では、不祥事根絶を目的とした職務である礼儀作法指導係に任命され、再雇用期間の満了まで勤めた。2021年5月場所中に70歳の誕生日を迎えたため、再雇用期間満了により同場所限りで日本相撲協会を退職した。

## 主な戦績
- 通算成績：572勝586敗6休 勝率.494
- 幕内成績：441勝483敗6休 勝率.477
- 現役在位：84場所
- 幕内在位：62場所
- 三役在位：19場所（関脇7場所、小結12場所）
- 小結出場：180回（歴代6位）
- 三賞：10回
  - 殊勲賞：1回 (1982年3月場所)
  - 敢闘賞：5回 (1978年7月場所、1979年7月場所、1984年1月場所、1985年1月場所、1987年7月場所)
  - 技能賞：4回 (1982年3月場所、1982年5月場所、1983年3月場所、1983年5月場所)
- 金星：2個（若乃花1個、隆の里1個）
- 各段優勝：十両優勝1回（1977年5月場所）

### 場所別成績
| | 一月場所 初場所（東京） | 三月場所 春場所（大阪） | 五月場所 夏場所（東京） | 七月場所 名古屋場所（愛知） | 九月場所 秋場所（東京） | 十一月場所 九州場所（福岡） |
| --- | ----------------------- | ----------------------- | ----------------------- | --------------------------- | ----------------------- | --------------------------- |
| 1974年 （昭和49年） | x                       | 東幕下付出60枚目 3–4    | 東三段目11枚目 5–2      | 西幕下49枚目 6–1            | 東幕下18枚目 6–1        | 東幕下5枚目 4–3             |
| 1975年 （昭和50年） | 東幕下4枚目 4–3         | 東幕下3枚目 5–2         | 東十両13枚目 8–7        | 西十両11枚目 9–6            | 東十両8枚目 6–9         | 西十両11枚目 8–7            |
| 1976年 （昭和51年） | 西十両7枚目 6–9         | 東十両11枚目 9–6        | 西十両6枚目 3–12        | 西幕下筆頭 4–3              | 東幕下筆頭 3–4          | 東幕下5枚目 4–3             |
| 1977年 （昭和52年） | 東幕下4枚目 4–3         | 西幕下2枚目 5–2         | 東十両13枚目 優勝 11–4  | 東十両3枚目 8–7             | 東十両筆頭 10–5         | 西前頭10枚目 7–8            |
| 1978年 （昭和53年） | 東前頭11枚目 8–7        | 西前頭7枚目 5–10        | 東前頭13枚目 8–7        | 西前頭9枚目 10–5 敢         | 東前頭2枚目 6–9         | 西前頭5枚目 7–8             |
| 1979年 （昭和54年） | 西前頭6枚目 6–9         | 東前頭8枚目 5–10        | 西前頭12枚目 8–7        | 西前頭11枚目 10–5 敢        | 東前頭2枚目 8–7 ★       | 西小結 3–12                 |
| 1980年 （昭和55年） | 東前頭6枚目 9–6         | 西小結 4–11             | 西前頭5枚目 7–8         | 東前頭6枚目 7–8             | 東前頭7枚目 8–7         | 東前頭2枚目 5–10            |
| 1981年 （昭和56年） | 西前頭8枚目 7–8         | 西前頭8枚目 8–7         | 東前頭5枚目 7–8         | 西前頭6枚目 9–3–3           | 東前頭2枚目 6–9         | 東前頭6枚目 10–5            |
| 1982年 （昭和57年） | 西小結 10–5             | 東関脇 9–6 殊技         | 東関脇 11–4 技          | 東関脇 8–7                  | 西関脇 6–9              | 西前頭筆頭 9–6              |
| 1983年 （昭和58年） | 東小結 7–8              | 東前頭筆頭 11–4 技      | 西関脇 8–7 敢           | 東関脇 7–8                  | 西関脇 3–12             | 西前頭5枚目 7–8             |
| 1984年 （昭和59年） | 西前頭6枚目 10–5 技     | 東小結 7–8              | 西小結 5–10             | 東前頭6枚目 7–5–3           | 東前頭7枚目 9–6         | 西前頭筆頭 4–11             |
| 1985年 （昭和60年） | 西前頭9枚目 11–4 敢     | 西小結 3–12             | 西前頭7枚目 9–6         | 西前頭筆頭 5–10             | 西前頭4枚目 7–8 ★       | 東前頭6枚目 9–6             |
| 1986年 （昭和61年） | 東小結 6–9              | 西前頭筆頭 9–6          | 東小結 3–12             | 西前頭5枚目 9–6             | 東小結 3–12             | 西前頭5枚目 10–5            |
| 1987年 （昭和62年） | 東小結 5–10             | 東前頭4枚目 6–9         | 東前頭7枚目 6–9         | 東前頭10枚目 11–4 敢        | 西小結 3–12             | 西前頭5枚目 6–9             |
| 1988年 （昭和63年） | 西前頭7枚目 引退 4–11–0 | x                       | x                       | x                           | x                       | x                           |
| 各欄の数字は、「勝ち-負け-休場」を示す。 優勝 引退 休場 十両 幕下 三賞：敢=敢闘賞、殊=殊勲賞、技=技能賞 その他：★=金星 番付階級：幕内 - 十両 - 幕下 - 三段目 - 序二段 - 序ノ口 幕内序列：横綱 - 大関 - 関脇 - 小結 - 前頭（「#数字」は各位内の序列） |                         |                         |                         |                             |                         |                             |

## 幕内対戦成績
| 力士名     | 勝数 | 負数  | 力士名   | 勝数 | 負数 | 力士名   | 勝数 | 負数 | 力士名   | 勝数 | 負数 |
| ---------- | ---- | ----- | -------- | ---- | ---- | -------- | ---- | ---- | -------- | ---- | ---- |
| 青葉城     | 15   | 11    | 青葉山   | 6    | 6    | 朝潮     | 12   | 28   | 旭國     | 1    | 1    |
| 旭富士     | 7    | 8     | 天ノ山   | 6    | 5    | 荒勢     | 3    | 5    | 板井     | 3    | 4    |
| 岩波       | 4    | 1     | 恵那櫻   | 1    | 1    | 大潮     | 5    | 4    | 巨砲     | 12   | 12   |
| 大乃国     | 4    | 16(1) | 大豊     | 5    | 0    | 魁輝     | 10   | 8    | 魁傑     | 3    | 1    |
| 影虎       | 1    | 0     | 北瀬海   | 4    | 2    | 北の湖   | 3(1) | 14   | 騏ノ嵐   | 1    | 0    |
| 霧島       | 10   | 5     | 起利錦   | 1    | 3    | 麒麟児   | 10   | 17   | 蔵間     | 13   | 12   |
| 黒瀬川     | 6    | 7     | 黒姫山   | 6    | 3    | 高望山   | 11   | 3    | 琴稲妻   | 2    | 0    |
| 琴ヶ梅     | 3    | 6     | 琴風     | 5    | 16   | 琴ヶ嶽   | 1    | 0    | 琴千歳   | 1    | 1    |
| 琴若       | 3    | 3     | 小錦     | 4(1) | 8    | 斉須     | 2    | 0    | 蔵玉錦   | 6    | 2    |
| 逆鉾       | 7    | 9     | 薩洲洋   | 3    | 2    | 嗣子鵬   | 2    | 0    | 陣岳     | 6    | 3    |
| 神幸       | 1    | 0     | 大觥     | 2    | 1    | 太寿山   | 5    | 11   | 大徹     | 3    | 4    |
| 大竜川     | 1    | 0     | 隆の里   | 12   | 16   | 貴ノ花   | 5    | 4    | 孝乃富士 | 6    | 2    |
| 隆三杉     | 5(1) | 2     | 高見山   | 9    | 6    | 多賀竜   | 3    | 5    | 谷嵐     | 2    | 3    |
| 玉輝山     | 2    | 2     | 玉ノ富士 | 5    | 3    | 玉龍     | 3    | 1    | 千代櫻   | 2    | 0    |
| 千代の富士 | 2    | 33(1) | 寺尾     | 3    | 4    | 闘竜     | 16   | 6    | 栃赤城   | 9    | 7    |
| 栃司       | 6    | 2     | 栃剣     | 8    | 3    | 栃乃和歌 | 0    | 2    | 栃光     | 12   | 8    |
| 栃纒       | 1    | 0     | 南海龍   | 0    | 1    | 蜂矢     | 1    | 2    | 花乃湖   | 2    | 2    |
| 播竜山     | 4    | 2     | 飛騨乃花 | 8    | 3    | 富士櫻   | 7    | 6    | 藤ノ川   | 4    | 0    |
| 富士乃真   | 0    | 2     | 双津竜   | 2    | 7    | 双羽黒   | 1    | 10   | 鳳凰     | 6    | 4    |
| 北天佑     | 9    | 17    | 北勝海   | 3    | 14   | 前乃臻   | 1    | 2    | 増位山   | 4    | 6    |
| 舛田山     | 11   | 9     | 益荒雄   | 1    | 1    | 三杉磯   | 10   | 7    | 水戸泉   | 1    | 4    |
| 豊山       | 2    | 5     | 若獅子   | 4    | 0    | 若嶋津   | 15   | 14   | 若瀬川   | 2    | 0    |
| 若乃花     | 5    | 10    | 若の富士 | 3    | 0    | 輪島     | 1(1) | 4    |          |      |      |

## エピソード
- 角界随一の「酒豪」として知られ、同部屋の鷲羽山、大錦、佐田の海と4人合わせて1晩で一升瓶10本分を飲み明かしたことがある[10]。
- 中尾彬・池波志乃夫妻とは親交がある。
- 全盛時は握力が100キロ近くあったと言われ、リンゴを握りつぶして人間ジューサーの異名を取った[3]。再雇用期間満了の際には同時点での握力について「落ちましたね。50キロくらいかな。昔は100キロくらいあったんですけどね」と語った[10]。
- 前半戦は調子が上がらず、エンジンの掛かりが遅い一面もあり、スロースターターとも言われた。
- 同タイプの千代の富士にはスピード負けし、2勝33敗と全く歯が立たず、大の苦手であった。
- 仕切りの際、時間になると両腕をぐるりと振り回す独特のルーティンで肩の力を抜き、気合を入れていた。
- 非常に誠実な人柄で、若い力士から人望があった。また、日大の後輩に当たる小林秀昭（後の両国）の入門のきっかけは出羽の花からの電話によってであり「うちの親方は大きな人だから」という一言が決め手となったと言う。それにより小林は出羽海親方に会う前に入門を決めていたらしい。
- 出羽海部屋の公式サイトプロフィール上では、好きな芸能人として松浦亜弥を挙げている。
- 当時幕内にいた二子山部屋の力士との対戦では、ほぼ軒並み互角か好成績を残した。（対貴ノ花：5勝4敗、対若嶋津：15勝14敗、対隆の里：12勝16敗、対二代目若乃花：5勝10敗、対若獅子：4勝0敗、対隆三杉：5勝2敗、対飛騨乃花：8勝3敗）対若乃花戦も三役に定着した昭和57年以降、4勝2敗とお得意様としている。しかしながら唯一、太寿山にだけは対戦成績で大きく負け越した（対太寿山：5勝11敗）
- 2012年3月場所8日目の大相撲中継のゲストとして出演した元サッカー日本代表の宮本恒靖は、幼少時代から祖父の影響で相撲を見ており、出羽の花のファンであったと発言した。それを伝えられた出来山親方は「なんで私なんですか!?」と驚いたという。
- 長男はアスレティックトレーナーをしており、2013年6月発売の『トレーニングマガジン』（ベースボール・マガジン社）vol.27にて表紙を飾った。角界入りしないことを条件に日本体育大学時代まで相撲を取っていたという。
- 黒瀬川國行とは同年同月同日の生まれである。黒瀬川も引退後に20代桐山を襲名し、停年後に再雇用制度で協会に残り、出来山と同日の2021年5月12日に再雇用期間満了で退職した。
- 再雇用期間満了の際の報道によると「息子が3人、孫が4人」とのこと[10]。